# Анютино (Винницкая область)
Анютино (укр. Анютине) — село на Украине, находится в Чечельницком районе Винницкой области.
Население по переписи 2001 года составляет 58 человек. Почтовый индекс — 24800. Телефонный код — 4351.
Занимает площадь 4,6 км².

## Адрес местного совета
24805, Винницкая область, Чечельницкий р-н, с. Тартак, ул. Подгаецкого, 222